# 布列塔尼地区蒙图瓦尔
布列塔尼地区蒙图瓦尔（法語：Montoir-de-Bretagne，法語發音：[mɔ̃twaʁ də bʁətaɲ] ⓘ）是法国大西洋卢瓦尔省的一个市镇，位于该省西部，属于圣纳泽尔区。

## 地理
布列塔尼地区蒙图瓦尔（47°19'42"N, 2°8'57"W）面积36.79 平方千米，位于法国卢瓦尔河地区大区大西洋卢瓦尔省，该省份为法国西北部沿海省份，位于布列塔尼半岛东南部，北起伊勒-维莱讷省，西北接莫尔比昂省，西临大西洋，南至旺代省，东临曼恩-卢瓦尔省。
与布列塔尼地区蒙图瓦尔接壤的市镇（或旧市镇、城区）包括：栋日、圣若阿基姆、圣马洛德盖尔萨克、圣纳泽尔、特里尼亚克。

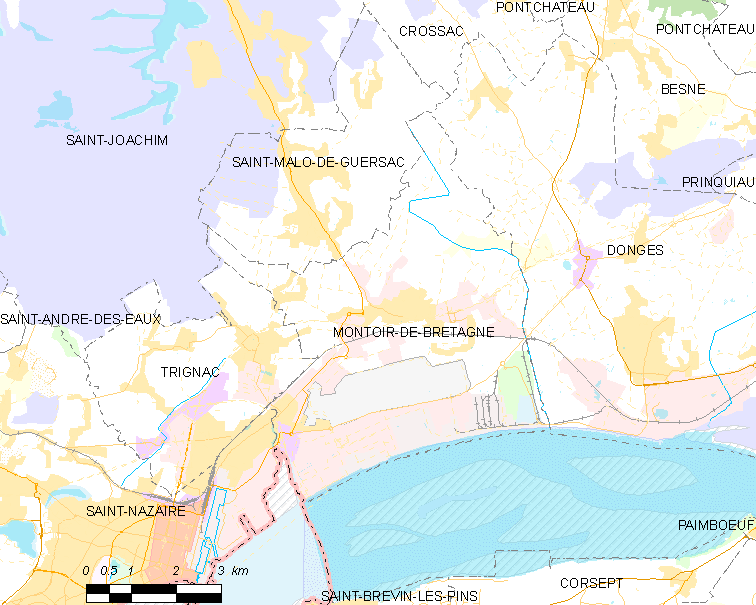
布列塔尼地区蒙图瓦尔的OSM定位图

布列塔尼地区蒙图瓦尔的时区为UTC+01:00、UTC+02:00（夏令时）。

## 行政
布列塔尼地区蒙图瓦尔的邮政编码为44550，INSEE市镇编码为44103。

## 政治
布列塔尼地区蒙图瓦尔所属的省级选区为圣纳泽尔第二县。

## 人口

1962-2008年间布列塔尼地区蒙图瓦尔人口变化图示

布列塔尼地区蒙图瓦尔于2022年1月1日时的人口数量为7289人。